# 孫政賢
孫政賢（韓語：손정현），韓國電視劇導演。

## 作品

### 電視劇
- 2004年：SBS《我的正義男友》
- 2004年：SBS《巴黎戀人》
- 2005年：SBS《露露公主》
- 2007年：SBS《為愛瘋狂》
- 2007年：SBS《糟糠之妻俱樂部》
- 2009年：SBS《天使的誘惑》
- 2011年：SBS《守護老闆》
- 2013年：SBS《我戀愛的一切》
- 2013年：SBS《結婚三次的女人》
- 2016年：SBS《對，就是那樣》
- 2018年：SBS《要先接吻嗎？》
- 2020年：tvN《花樣年華－生如夏花》
- 2022年：tvN《精神教練諸葛吉》
- 2023年：tvN《閃亮的西瓜》

### 製作作品
- 2013年：SBS《主君的太陽》（企劃）
- 2014年：SBS《現代農夫》

## 外部連結
- NAVER搜索